# Joe Rothwell
Joseph « Joe » Rothwell, né le 11 janvier 1995 à Manchester, est un footballeur anglais qui évolue au poste de milieu de terrain au Rangers FC.

## Biographie

### En club
Né à Manchester United, Joe Rothwell rejoint Manchester United à l'âge de six ans.
Le 27 janvier 2015, il est prêté au Blackpool FC, club de D2 anglaise, jusqu'à la fin de la saison. Le 7 février suivant, il joue son premier match au niveau professionnel contre Norwich City (défaite 4-0). Il ne prend part qu'à trois rencontres avant de réintégrer l'effectif de Manchester United.
Le 18 juillet 2015, Rothwell est de nouveau cédé en prêt pour six mois, cette fois au Barnsley FC, pensionnaire de D3 anglaise. Il est utilisé à sept reprises toutes compétitions confondues jusqu'au mois de janvier 2016 et retourne dans son club formateur.
Le 2 mars 2016, le nom du jeune milieu de terrain apparaît pour la première sur une feuille de match de l'équipe première à l'occasion de la réception de Watford en Premier League, mais il n'entre cependant pas en jeu.
Rothwell quitte Manchester United sans avoir disputé le moindre match professionnel et s'engage à Oxford United le 12 juillet 2016. Le 13 décembre 2016, il inscrit son premier but avec Oxford lors d'un match de Coupe d'Angleterre face à Macclesfield Town (3-0). Titulaire régulier, Rothwell marque huit buts en quatre-vingt-six matchs toutes compétitions confondues au cours de ses deux saisons sous le maillot d'Oxford United.
Le 22 juin 2018, il s'engage pour trois ans avec les Blackburn Rovers, qui évoluent en D2 anglaise.
Le 9 avril 2019, il inscrit son premier but avec les Rovers lors d'un match de championnat remporté contre Derby County (2-0) à l'issue duquel il est nommé homme du match.
L'11 juillet 2024, il rejoint Leeds United en prêt.

## Statistiques
| Saison                | Club                  | Championnat           | Championnat | Championnat | Coupe nationale | Coupe nationale | Coupe de la Ligue | Coupe de la Ligue | Compétition(s) continentale(s) | Compétition(s) continentale(s) | Compétition(s) continentale(s) | Total | Total |
| Saison                | Club                  | Division              | M.          | B.          | M.              | B.              | M.                | B.                | Comp.                          | M.                             | B.                             | M.    | B.    |
| 2014-2015             | Blackpool FC (prêt)   | Championship          | 3           | 0           | -               | -               | -                 | -                 | -                              | -                              | -                              | 3     | 0     |
| 2015-2016             | Barnsley FC (prêt)    | League One            | 4           | 0           | 1               | 0               | 2                 | 0                 | -                              | -                              | -                              | 7     | 0     |
| Sous-total            | Sous-total            | Sous-total            | 7           | 0           | 1               | 0               | 2                 | 0                 | -                              | 0                              | 0                              | 10    | 0     |
| 2016-2017             | Oxford United         | League One            | 33          | 1           | 11              | 1               | 1                 | 0                 | -                              | -                              | -                              | 45    | 2     |
| 2017-2018             | Oxford United         | League One            | 36          | 5           | 4               | 1               | 1                 | 0                 | -                              | -                              | -                              | 41    | 6     |
| Sous-total            | Sous-total            | Sous-total            | 69          | 6           | 15              | 2               | 2                 | 0                 | -                              | 0                              | 0                              | 86    | 8     |
| 2018-2019             | Blackburn Rovers      | Championship          | 33          | 2           | 1               | 0               | 3                 | 0                 | -                              | -                              | -                              | 37    | 2     |
| 2019-2020             | Blackburn Rovers      | Championship          | 36          | 2           | 1               | 0               | 2                 | 1                 | -                              | -                              | -                              | 39    | 3     |
| 2020-2021             | Blackburn Rovers      | Championship          | 39          | 3           | 1               | 0               | 2                 | 0                 | -                              | -                              | -                              | 42    | 3     |
| 2021-2022             | Blackburn Rovers      | Championship          | 25          | 2           | -               | -               | 1                 | 0                 | -                              | -                              | -                              | 26    | 2     |
| Sous-total            | Sous-total            | Sous-total            | 133         | 9           | 3               | 0               | 8                 | 1                 | -                              | 0                              | 0                              | 144   | 10    |
| 2022-2023             | AFC Bournemouth       | Premier League        | 20          | 0           | 1               | 0               | 1                 | 0                 | -                              | -                              | -                              | 22    | 0     |
| 2023-2024             | AFC Bournemouth       | Premier League        | 11          | 0           | -               | -               | 1                 | 0                 | -                              | -                              | -                              | 12    | 0     |
| Sous-total            | Sous-total            | Sous-total            | 31          | 0           | 1               | 0               | 2                 | 0                 | -                              | 0                              | 0                              | 34    | 0     |
| 2023-2024             | Southampton FC (prêt) | Championship          | 2           | 0           | -               | -               | -                 | -                 | -                              | -                              | -                              | 2     | 0     |
| Sous-total            | Sous-total            | Sous-total            | 2           | 0           | 0               | 0               | 0                 | 0                 | -                              | 0                              | 0                              | 2     | 0     |
| Total sur la carrière | Total sur la carrière | Total sur la carrière | 242         | 15          | 20              | 2               | 14                | 1                 | -                              | 0                              | 0                              | 276   | 18    |

## Palmarès

### En club
- Leeds United
  - Champion de Championship en 2025